# Lijst van voetbalinterlands Indonesië - Nederland (vrouwen)
Deze lijst van voetbalinterlands is een overzicht van alle officiële voetbalinterlands tussen de nationale vrouwenteams van Indonesië en Nederland. De landen hebben tot nu toe een keer tegen elkaar gespeeld.

## Wedstrijden
| № | Plaats     | Datum           | Competitie        | Wedstrijd             | Uitslag |
| - | ---------- | --------------- | ----------------- | --------------------- | ------- |
| 1 | Doetinchem | 25 oktober 2024 | Vriendschappelijk | Nederland − Indonesië | 15 − 0  |

## Samenvatting
| Competitie        | Totaal gespeeld | Winst Indonesië | Gelijk | Winst Nederland | Doelsaldo Indonesië – Nederland |
| ----------------- | --------------- | --------------- | ------ | --------------- | ------------------------------- |
| Vriendschappelijk | 1               | 0               | 0      | 1               | 0 − 15                          |
| Totaal            | 1               | 0               | 0      | 1               | 0 − 15                          |